# Pseudovermilia multispinosa
Pseudovermilia multispinosa är en ringmaskart som först beskrevs av Monro 1933.  Pseudovermilia multispinosa ingår i släktet Pseudovermilia och familjen Serpulidae. Inga underarter finns listade i Catalogue of Life.